# HD 175541
HD 175541 — звезда, которая находится в созвездии Змеи на расстоянии около 416 световых лет от нас. Вокруг звезды обращается, как минимум, одна планета.

## Характеристики
HD 175541 представляет собой жёлтый субгигант — звезду несколько крупнее, массивнее и ярче, чем наше Солнце. Её масса и радиус равны 1,65 и 3,85 солнечных соответственно. Температура поверхности составляет около 5060 кельвин. Возраст звезды оценивается приблизительно в 1,9 миллиарда лет.

## Планетная система
В апреле 2007 года астрономы из Ликской обсерватории и обсерватории Кек объявили об открытии планеты HD 175541 b в системе. Это типичный газовый гигант, имеющий массу 0,61 массы Юпитера. Планета обращается на расстоянии 1,03 а. е. от родительской звезды, совершая полный оборот за 297 суток. Открытие было совершено методом Доплера.